# Martin Řehák
Martin Řehák (20. srpna 1933, Hrubá Vrbka – 20. března 2010, Praha) byl československý atlet, který se věnoval trojskoku. V roce 1954 získal na mistrovství Evropy ve švýcarském Bernu bronzovou medaili.
V roce 1956 reprezentoval na letních olympijských hrách v Melbourne, kde ve finále skončil s výkonem 15,85 m na pátém místě . Jako první československý trojskokan překonal patnáctimetrovou hranici . Celkově desetkrát posunul hodnotu československého rekordu. 